# Biferno rosso
Le biferno rosso est un vin italien de la région Molise doté d'une appellation DOC depuis le 29 avril 1983. Seuls ont droit à la DOC les vins rouges récoltés à l'intérieur de l'aire de production définie par le décret.

## Aire de production
Les vignobles autorisés se situent en province de Campobasso dans les communes Campobasso, Campomarino, Colletorto, Mirabello Sannitico, Montenero di Bisaccia, Portocannone, Termoli, Rotello, San Giacomo degli Schiavoni et  Tufara. Les vignobles se situent sur des pentes sur une altitude de 550 – 600 m.
Le vin rouge du type rosso répond à un cahier des charges moins exigeant que le Biferno rosso riserva, essentiellement en relation avec le vieillissement et le titre alcoolique.

## Caractéristiques organoleptiques
- couleur : rouge rubis  plus ou moins intensif
- odeur : fruité, agréable, frais
- saveur : sèche, harmonieux, légèrement tannique

Le biferno rosso se déguste à une température comprise entre 16 et 17 °C.

## Production
| Province   | Saison  | Volume      |
| ---------- | ------- | ----------- |
| Campobasso | 1990/91 | 4 550,17 hL |
| Campobasso | 1991/92 | 4 868,08 hL |
| Campobasso | 1992/93 | 2 182,88 hL |
| Campobasso | 1993/94 | 8 019,06 hL |
| Campobasso | 1994/95 | 10 796,8 hL |
| Campobasso | 1995/96 | 6 549,98 hL |
| Campobasso | 1996/97 | 6 547,98 hL |